# Stora Mulsjön
Stora Mulsjön är en sjö i Ale kommun i Västergötland och ingår i Göta älvs huvudavrinningsområde. Sjön ligger i vildmarksområdet Risveden och avvattnas av Ryks bäck som rinner ut i Grönån strax sydväst om byn Ryk.